# 明治宮殿
明治宮殿（めいじきゅうでん）は、かつて宮城（現皇居）に存在した建物で、明治時代から第二次世界大戦末期まで、皇室の中心的施設であった。

## 建設の経緯

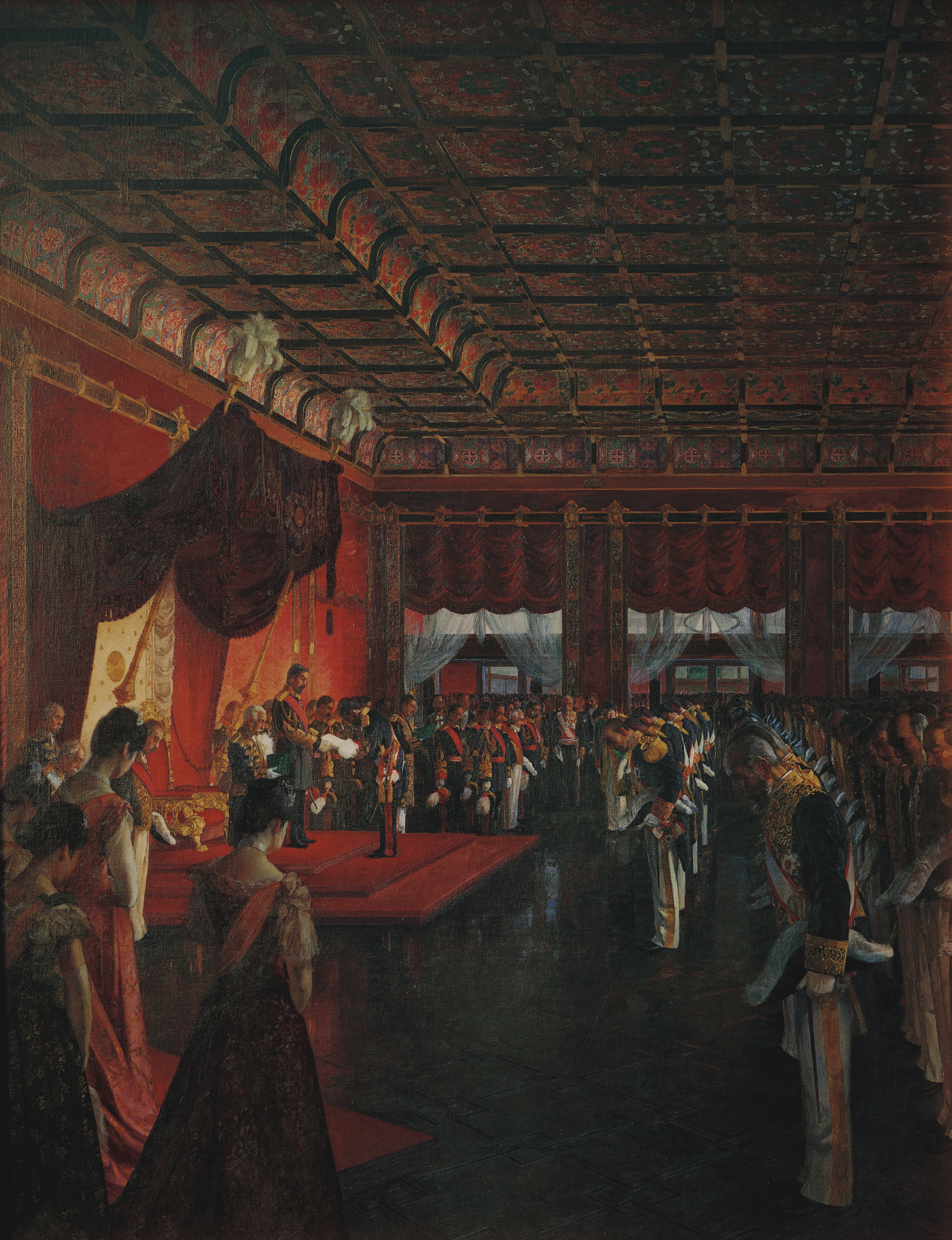
和田英作画『憲法発布式』（聖徳記念絵画館所蔵）

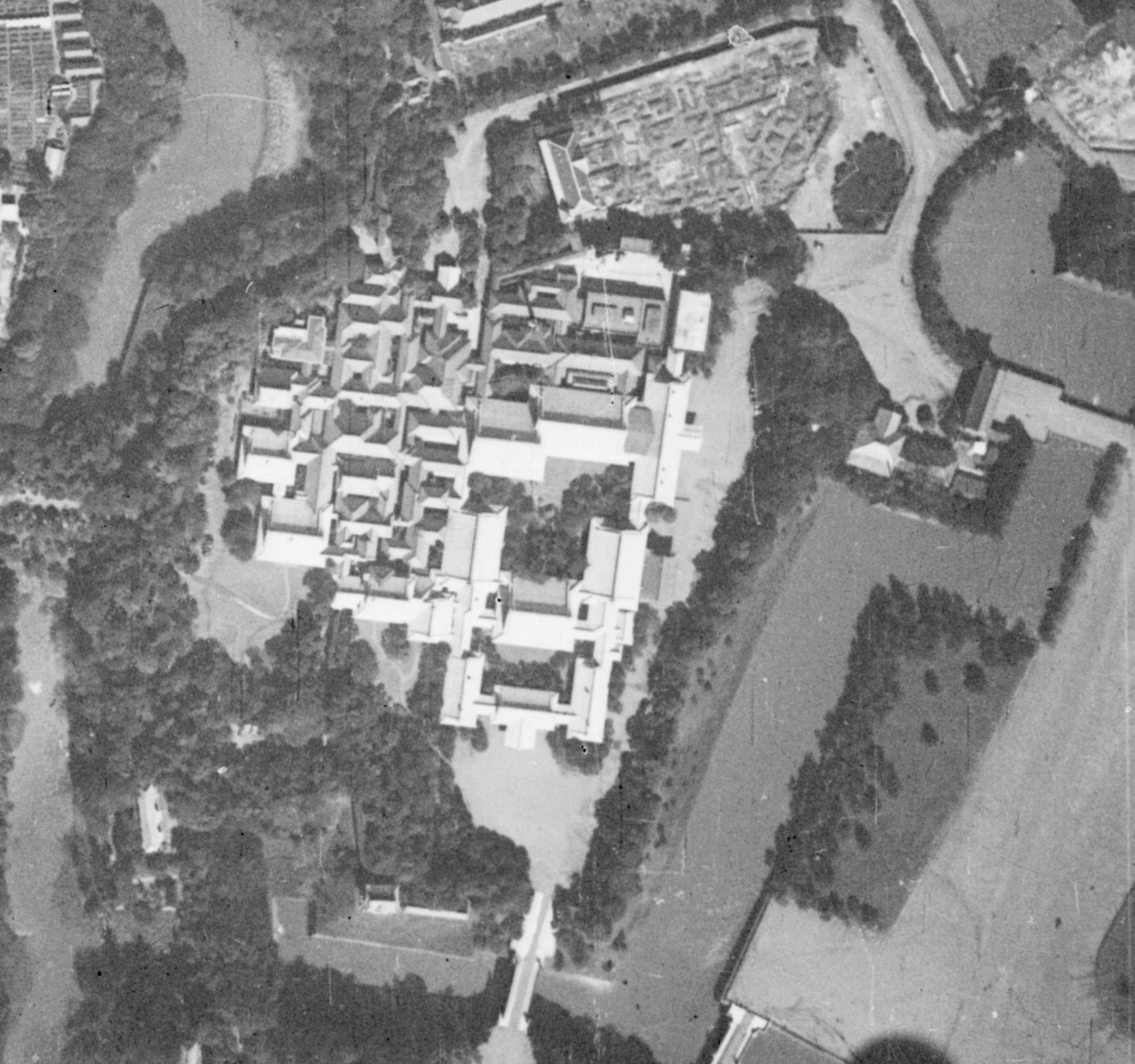
1935年頃の明治宮殿空中写真。帰属：国土交通省「国土画像情報（モノクロ空中写真）」 配布元：国土地理院「地図・空中写真閲覧サービス」

1868年（明治元年）から1869年（明治2年）に行われた東京奠都によって、旧江戸城西の丸御殿が皇居となったが、1873年（明治6年）の失火により、西の丸御殿は焼失した。直ちに新宮殿造営が政府により上奏されたものの、西南戦争の戦費等の財政負担も大きく、国内整備が先決との明治天皇の意向により、新宮殿造営は見送られた。このため、旧紀州藩江戸藩邸であった青山御所が仮皇居となった。しかし、青山御所では儀式典礼に支障をきたすようになったため、ようやく宮殿造営が勅許された。
新しい宮殿（明治宮殿）は、旧江戸城西の丸に建設されることとなり、1888年（明治21年）10月7日に落成した。当初はジョサイア・コンドルの設計による石造りの建築として計画されたが、宮内省内匠寮との軋轢や予算の関係で、京都御所を模した和風の外観に、椅子やシャンデリアのある洋風の内装という和洋折衷の様式の木造建築となった。床は寄木張、天井は折上塗格天井、牡丹唐草文様の他、多彩な野菜や果物などで装飾された壁や欄干が張られていた。高村光雲、石川光明、塚田秀鏡といった人物が創作及び指揮に関わった。
当初の事業予算は総額250万円だったが、建設の過程で事業規模の拡大により、最終的な総事業費は415万3067円6銭4厘に上った。
明治宮殿では、天皇が日常の政務を行う御座所や儀式の場である正殿、鳳凰の間、豊明殿などの表宮殿と、山里丸に建てられた天皇の御所である奥宮殿が、接続してひとつの建物を構成していた。また宮内省庁舎も新築となり、宮殿とは渡り廊下によって続いていた。
落成翌年の1889年（明治22年）の大日本帝国憲法発布式は、この明治宮殿正殿で行われた。

## 戦災による焼失

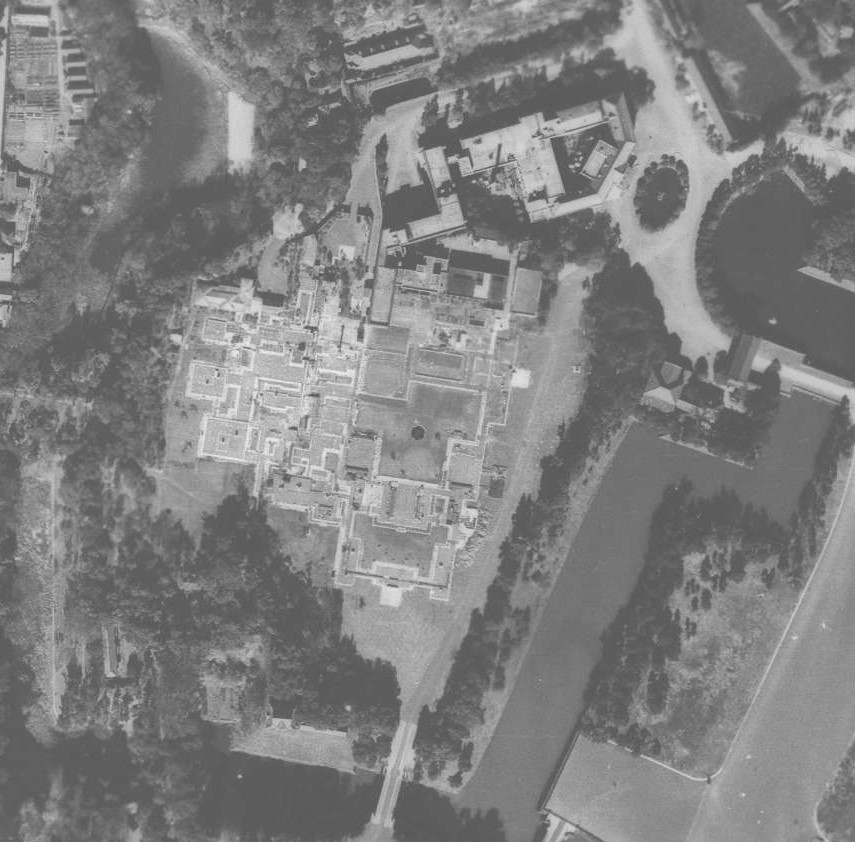
焼失後（1947年）の明治宮殿跡地。帰属：国土交通省「国土画像情報（モノクロ空中写真）」 配布元：国土地理院「地図・空中写真閲覧サービス」

第二次世界大戦末期の1945年（昭和20年）5月25日の東京大空襲（山の手大空襲）で、桜田濠沿い（現在憲政記念館がある場所）にあった参謀本部が爆撃され炎上した際、火の粉により明治宮殿に類焼し全焼した。宮殿の消火作業に当った警視庁の特別消防隊19名が殉職したものの、昭和天皇らは吹上御苑内の御文庫に避難しており無事だった。宮殿焼失の翌日、その焼け跡をみまわった昭和天皇が、同行の警衛局長兼内匠頭のお詫びに対して「戦争のためだからやむを得ない、それよりも多数の犠牲者を出し、気の毒だった。残念だったなあ」と述べた。
明治宮殿が焼失してから、戦後になって吹上御所および新宮殿が新たに造営されるまで、天皇は御文庫を仮の御所とし宮内庁庁舎3階を仮の宮殿とした。戦後暫くの間、焼失した宮殿の再建は行われなかった。この理由について、昭和天皇の侍従長を務めた入江相政は、自らの著書で『お上（昭和天皇）は戦争終了後、「国民が戦災の為に住む家も無く、暮らしもままならぬ時に、新しい宮殿を造ることは出来ぬ」と、戦災からの復興とそれに伴う国民生活の向上を最優先とすべしという考えから、空襲で焼失した宮殿などの再建に待ったをかけていた』旨のことを記している。
明治宮殿の跡地には、1968年（昭和43年）に現在の宮殿（新宮殿）が建設された。
2019年（令和元年）10月18日発売の天皇陛下御即位記念切手は、失われた明治宮殿の正殿の天井の絵柄と、正面玉座上部の緞帳の絵柄がレイアウトされている。
また、現在皇居にて有志が行う清掃や除草などの皇居勤労奉仕は、1945年12月に宮城県栗原郡の青年団が明治宮殿の焼け跡を整理したのが最初とされている。